# Orgaz (Gerichtsbezirk)
Der Gerichtsbezirk Orgaz ist einer der sieben Gerichtsbezirke in der Provinz Toledo.
Der Bezirk umfasst 19 Gemeinden auf einer Fläche von 2.788,23 km² mit dem Hauptquartier in Orgaz.

## Gemeinden
| Gemeinde                      | Einwohner (2024) | Fläche km² | Dichte Einw./km² | Cod INE | Postleitzahl |
| ----------------------------- | ---------------- | ---------- | ---------------- | ------- | ------------ |
| Ajofrín                       | 2.350            | 35,10      | 67               | 45001   | 45110        |
| Almonacid de Toledo           | 931              | 95,78      | 10               | 45012   | 45420        |
| Camuñas                       | 1.767            | 102,03     | 17               | 45034   | 45720        |
| Chueca                        | 249              | 11,12      | 22               | 45057   | 45113        |
| Consuegra                     | 9.758            | 358,49     | 27               | 45053   | 45700        |
| Madridejos                    | 10.102           | 262,01     | 39               | 45087   | 45710        |
| Manzaneque                    | 398              | 12,22      | 33               | 45090   | 45460        |
| Marjaliza                     | 264              | 65,80      | 4                | 45092   | 45479        |
| Mascaraque                    | 424              | 65,61      | 6                | 45094   | 45430        |
| Mazarambroz                   | 1.270            | 216,02     | 6                | 45096   | 45114        |
| Mora                          | 9.930            | 168,57     | 59               | 45106   | 45400        |
| Orgaz                         | 2.595            | 154,48     | 17               | 45124   | 45450        |
| Sonseca                       | 11.328           | 59,56      | 190              | 45163   | 45100        |
| Turleque                      | 692              | 100,85     | 7                | 45175   | 45789        |
| Urda                          | 2.494            | 217,82     | 11               | 45177   | 45480        |
| Villafranca de los Caballeros | 4.897            | 106,59     | 46               | 45187   | 45730        |
| Villaminaya                   | 497              | 21,28      | 23               | 45190   | 45440        |
| Villanueva de Bogas           | 676              | 57,44      | 12               | 45193   | 45410        |
| Los Yébenes                   | 5.753            | 677,46     | 8                | 45200   | 45470        |
| Gerichtsbezirk Orgaz          | 66.375           | 2.788,23   | 24               | –       | –            |